# Giovanni d’Alemagna

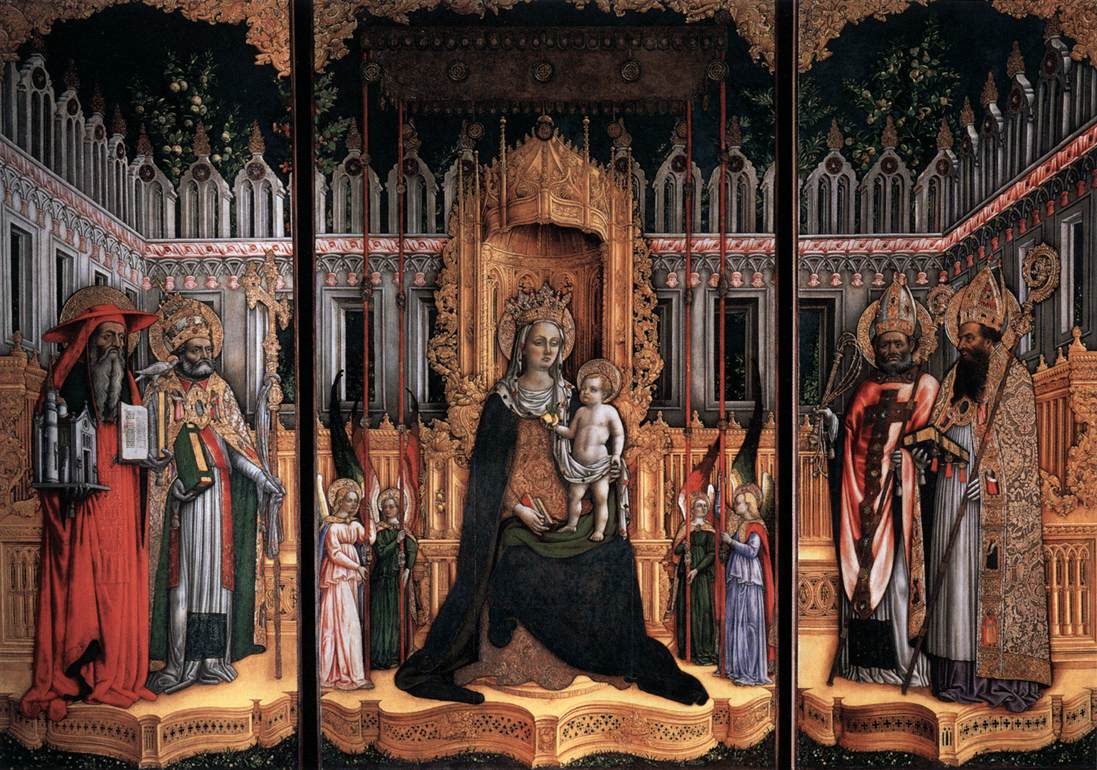
Inthronisierte Jungfrau mit Heiligen, Zusammenarbeit von d’Alemagna und Vivarini

Giovanni d’Alemagna († 1450 in Padua) war ein deutscher Maler, der überwiegend in Padua und Venedig aktiv war.
D’Alemagna war vor allem im letzten Jahrzehnt seines Lebens künstlerisch tätig, er arbeitete hauptsächlich mit Antonio Vivarini zusammen. Beide Künstler erstellten Gemälde mit religiösen Motiven. Aufgrund der engen Zusammenarbeit ist es heute in vielen Fällen kaum möglich, die Werke den beiden Künstlern eindeutig zuzuordnen.
Es ließ sich jedoch feststellen, dass d’Alemagna 1444 ein Gemälde des heiligen Hieronymus anfertigte, das sich besonders durch seinen dekorativen Stil von anderen Werken Vivarinis abhebt, der sich eher an naturalistischen Maßstäben orientierte.